# Zacheïek
Zacheïek (en russe : Зашеек) est un possiolok de l'okroug municipal de Poliarnye Zori de l'oblast de Mourmansk, en Russie arctique. Sa population s'élevait à 901 habitants au recensement de 2010.

## Géographie
Le village de Zacheïek se situe dans l'oblast de Mourmansk, un oblast de la Laponie, en Russie arctique, et il fait partie du district fédéral du Nord-Ouest. Le village fait partie de l'okroug municipal de Poliarnye Zori une subdivision de l'oblast.  
Zacheïek, comme tout l'oblast de Mourmansk, est située dans le fuseau horaire MSK (heure de Moscou). Le décalage horaire appliqué par rapport au temps universel coordonné est +03:00.

## Démographie
Recensements (*) et estimations de la population,:
| 2002 * | 2010* | - | - |
| ------ | ----- | - | - |
| 1 042  | 901   | - | - |

## Personnalité liée
- Leonid Kouravliov, acteur soviétique, y a passé son enfance.